# Causse-de-la-Selle
Causse-de-la-Selle je francouzská obec v departementu Hérault v regionu Languedoc-Roussillon. V roce 2011 zde žilo 344 obyvatel.

## Sousední obce
Argelliers, Brissac, Pégairolles-de-Buèges, Puéchabon, Saint-André-de-Buèges, Saint-Guilhem-le-Désert, Saint-Jean-de-Buèges, Saint-Martin-de-Londres

## Vývoj počtu obyvatel
Počet obyvatel